# Edivaldo Martins Fonseca
Edivaldo, celým jménem Edivaldo Martins Fonseca, (13. dubna 1962 Volta Redonda – 13. ledna 1993 Boituva) byl brazilský fotbalový útočník. Zemřel během dálniční autonehody 13. ledna 1993 ve věku pouhých 30 let.

## Klubová kariéra
Hrál v Brazílii za Clube Atlético Mineiro, Clube Atlético Taquaritinga, São Paulo FC a Sociedade Esportiva Palmeiras a v Mexiku za Club Puebla.

## Reprezentační kariéra
Za Brazilskou fotbalovou reprezentaci nastoupil v letech 1986–1989 celkem ve 3 reprezentačních utkáních. Byl členem brazilské reprezentace na Mistrovství světa ve fotbale 1986, ale v utkáních nastoupil.